# Gyula Kőnig

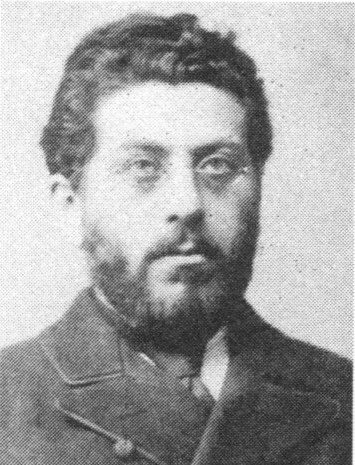
Gyula Kőnig

Gyula Kőnig (16 december 1849 - 8 april 1913) was een Hongaarse wiskundige. 

## Leven
Gyula Kőnig was zowel literair als wiskundig hoogbegaafd. Hij studeerde eerst geneeskunde in Wenen en vanaf 1868 in Heidelberg. Na onder supervisie van Hermann von Helmholtz gewerkt te hebben aan elektrische stimulatie van de zenuwen, stapte hij over naar de wiskunde en promoveerde onder leiding van Leo Königsberger. Zijn proefschrift Zur Theorie der Modulargleichungen der elliptischen Functionen omvat 24 pagina's. Als een post-doc rondde hij zijn wiskundige studies af in Berlijn, waar hij colleges volgde bij Leopold Kronecker en Karl Weierstrass. 
Daarna keerde hij terug naar Boedapest, waar hij in 1871 als docent aan de universiteit werd aangesteld. In 1873 werd hij tot hoogleraar aan het college voor leraren in Boedapest benoemd. Het volgende jaar volgde zijn benoeming aan de Technische Universiteit van Boedapest. Aan dit instituut bleef hij de rest van zijn leven verbonden. Bij drie gelegenheden was hij decaan van de ingenieursfaculteit. Ook was hij drie keer rector van de universiteit. In 1889 werd hij verkozen tot lid van de Hongaarse Academie van Wetenschappen verkozen. In 1905 ging hij met emeritaat. Hij bleef echter colleges geven over onderwerpen die zijn interesse hadden.  Zijn zoon Denes König werd ook een bekende wiskundige, die zich specialiseerde in de grafentheorie.
Zijn wiskundige publicaties in het Duits verschenen onder de naam Julius König.  

## Enige artikelen en boeken van Kőnig
- (de)  Zur Theorie der Modulargleichungen der elliptischen Functionen, Thesis, Heidelberg 1870.
- (de)  Ueber eine reale Abbildung der s.g. Nicht-Euclidischen Geometrie, Nachrichten von der Königl. Gesellschaft der Wissenschaften und der Georg-August-Universität zu Göttingen, No. 9 (1872) 157-164.
- (de)  Einleitung in die allgemeine Theorie der Algebraischen Groessen, Leipzig 1903.
- (de)  Zum Kontinuum-Problem, Mathematische Annalen 60 (1905) 177-180.
- (de)  Über die Grundlagen der Mengenlehre und das Kontinuumproblem, Mathematische Annalen 61 (1905) 156-160.
- (de)  Über die Grundlagen der Mengenlehre und das Kontinuumproblem (Zweite Mitteilung), Mathematische Annalen 63 (1907) 217-221.
- (de)  Neue Grundlagen der Logik, Arithmetik und Mengenlehre, Leipzig 1914.